# Montanhas (kommun)
Montanhas är en kommun i Brasilien.   Den ligger i delstaten Rio Grande do Norte, i den östra delen av landet, 1 700 km nordost om huvudstaden Brasília. Antalet invånare är 11 418.
Följande samhällen finns i Montanhas:
- Montanhas

Omgivningarna runt Montanhas är huvudsakligen savann. Runt Montanhas är det ganska tätbefolkat, med 58 invånare per kvadratkilometer.